# Андре Бергдельмо
Андре Бергдельмо (норв. André Bergdølmo, нар. 13 жовтня 1971, Осло) — норвезький футболіст, що грав на позиції захисника. По завершенні ігрової кар'єри — футбольний тренер.

## Клубна кар'єра
Андре Бергдельмо почав свою кар'єру у футбольному клубі «Скеттен СК». У 1991 році Андре перейшов в клуб «Ліллестрем». У «Ліллестремі» Андре виступав протягом п'яти років, відігравши за цей час 115 матчів і забивши 9 м'ячів.
У 1997 році Бергдельмо став гравцем найсильнішого клубу Норвегії, «Русенборга». У своєму першому ж сезоні Андре провів 23 матчі і забив 1 гол, а також став чемпіоном Норвегії. Бергдельмо ще двічі завойовував титул з «Русенборгом» в 1998 і 1999 році, а також один кубок Норвегії у 1999 році.
У 2000 році Андре покинув Норвегію і перейшов у нідерландський «Аякс» з Амстердама, з яким підписав контракт на чотири роки. Спочатку Андре виступав в «Аяксі» на позиції центрального захисника, але згодом був переведений на лівий фланг оборони. У своєму першому сезоні Бергдельмо провів 18 матчів. Сезон 2001/02 став для Андре одним з найкращих. Бергдельмо в парі з захисником Крістіаном Ківу відмінно проводив сезон і своєю грою заслужив звання віце-капітана «Аякса», а 3 березня 2002 року в матчі проти «Феєнорда» Андре забив 5000 гол «Аякса» в офіційних матчах, всього за сезон Андре забив 5 м'ячів у 32 матчах, а також став чемпіоном Нідерландів і володарем Кубка Нідерландів 2002 року. У своєму останньому за «Аякс» сезоні 2002/03 Андре провів 16 матчів і забив 1 гол.
7 серпня 2003 році Бергдельмо перейшов у німецьку «Боруссію» з Дортмунда, хоча Андре міг перейти і в англійський «Портсмут», але пропозиція клубу з Німеччини була більш вигідною. У складі дортмундської «Боруссії» Андре виступав протягом двох сезонів, за цей час він провів 28 матчів. У 2005 році Бергдельмо покинув «Боруссію» так і не вигравши з клубом жодного титулу.
Пізніше Андре відправився в Данію, де підписав контракт з «Копенгагеном». Свій перший матч за «Копенгаген» Андре провів 31 липня 2005 року проти «Норшелланна». У 2005 році Андре виграв перший турнір у складі «Копенгагена», ним стала Королівська ліга, що проходила вперше і брали в ній участь найкращі клуби Данії, Швеції і Норвегії. У фінальному матчі в серії пенальті «Копенгаген» переміг шведський «Гетеборг» з рахунком 12:11. У 2006 році став чемпіоном Данії і знову переможцем Королівської ліги. 26 вересня 2006 року в матчі групового турніру Ліги Чемпіонів проти шотландського «Селтіка» Андре провів свій останній матч за «Копенгаген», всього Бергдельмо провів за клуб 33 матчі і забив 3 м'ячі.
15 березня 2007 року Бергдельмо підписав дворічний контракт з норвезьким клубом «Стремсгодсет», а його новий клуб заплатив «Копенгагену» близько 50 тисяч євро. Дебют Андре відбувся 9 квітня 2007 року в матчі проти клубу «Одд Гренланд». В кінці 2008 року Андре завершив свою професійну кар'єру, але з 2009 року Бергдельмо став виступати за непрофесійний клуб сьомого дивізіону Норвегії «Серум».

## Виступи за збірну
18 січня 1997 року дебютував в офіційних іграх у складі національної збірної Норвегії в товариському матчі проти збірної Південної Кореї (0:1).
У складі збірної був учасником чемпіонату Європи 2000 року у Бельгії та Нідерландах, на якому його збірна не змогла вийти з групи, але сам Андре зіграв в усіх трьох зустрічах групи: з Іспанією (1:0), в Югославією (0:1) і Словенією (0:0).
Протягом кар'єри у національній команді, яка тривала 9 років, провів у формі головної команди країни 63 матчі.

## Кар'єра тренера
По завершенні ігрової кар'ри Бергдельмо став асистентом у своєму колишньому клубі «Ліллестремі», допомагаючи своєму колишньому партнеру по збірній Геннінгу Бергу, після чого у сезоні 2012 року працював на аналогічній посаді у «Волерензі».
Розпочав самостійну тренерську кар'єру 2013 року, очоливши тренерський штаб клубу «Дребак-Фрогн ІЛ», що грав у третьому за рівнем норвезькому дивізіоні, а на наступний сезон очолив «Конгсвінгер», що виступав у тому ж дивізіоні, але пропрацював там менше року.
На початку 2016 року став асистентом головного тренера клубу другого дивізіону «Улл/Кіса»

## Досягнення
Клубні
- Чемпіон Норвегії: 1997, 1998, 1999, 2000
- Володар Кубка Норвегії: 1999
- Чемпіон Нідерландів: 2001/02
- Володар Кубка Нідерландів: 2001/02
- Володар Суперкубка Нідерландів: 2002
- Чемпіон Данії: 2005/06
- Чемпіон Королівської ліги: 2005, 2006

Особисті
- Найкращий гравець збірної Норвегії: 2002